# 凱悅中心
凱悅中心為一幢2005年完成位於美國芝加哥的大廈，为凯悦酒店集团总部。這幢48層的摩天樓高207公尺（679呎）立於偉基河畔南。凱悅中心樓地板面積約164,000平方公尺，裝有28臺高速電梯。

## 外部連結
- 凱悅中心官方網站
- Emporis listing（页面存档备份，存于）
- Emporis listing for Pritzker Tower（页面存档备份，存于）